# Shōgun (miniserie televisiva 1980)

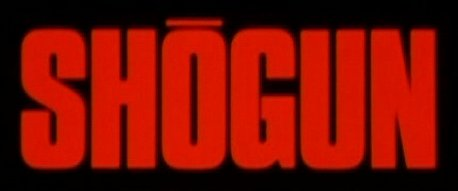

Shōgun è una miniserie televisiva nippo-statunitense del 1980 diretta da Jerry London. La miniserie è tratta dall'omonimo romanzo di James Clavell.

## Trama
La storia, ambientata all'inizio del XVII secolo, racconta di John Blackthorne, un inglese che una volta naufragato sulle coste del Giappone si vede costretto a vivere in una località lontana, ostile e con uno stile di vita molto diverso da quello che conduceva. Inizialmente fatto prigioniero, finirà per farsi valere nella guerra condotta da Toranaga per diventare lo shogun: titolo che indica il capo militare supremo. Blackthorne inizia con lui varie battaglie diventando il primo gai-jin (straniero) ad essere nominato samurai.

## Distribuzione
In Italia la miniserie ha avuto due diversi doppiaggi. In prima TV trasmessa dalla RAI la voce di Richard Chamberlain era doppiata da Pino Colizzi e il doppiaggio era fedele all'originale, i giapponesi parlavano giapponese dall'originale mentre l'inglese era doppiato in italiano. Successivamente è stata trasmesso da Mediaset (allora Fininvest), ed in tale circostanza la miniserie fu rimontata e doppiata interamente in italiano (sia l'originale inglese, sia l'originale giapponese). In questa versione la voce di Chamberlain era di Oreste Rizzini.

## Opere derivate
Dalla miniserie è stato tratto il condensato cinematografico Shōgun - Il signore della guerra (1980).